# Jakob Wolf (Politiker)
Jakob Wolf (* 14. September 1966 in Tumpen, Umhausen) ist ein österreichischer Politiker (ÖVP). Er ist Bürgermeister der Gemeinde Umhausen und Abgeordneter zum Tiroler Landtag zudem Klubobmann des Landtagsklub der Tiroler Volkspartei.

## Ausbildung und Beruf
Jakob Wolf besuchte die Volksschule in Tumpen und wechselte 1977 ans Gymnasium der Franziskaner in Hall in Tirol, an welchem er im Jahre 1985 maturierte. Er studierte im Anschluss Rechtswissenschaften an der Universität Innsbruck und schloss sein Studium 1990 mit der Sponsion zum Magister ab.
Jakob Wolf war zwischen 1991 und 1994 Presse- und Marketingchef der Tiroler Volkspartei und war im Anschluss bis 2000 als direkter Pressesprecher des Landeshauptmanns tätig. Zwischen dem Jahr 2000 und 2001 ging Jakob Wolf seiner Tätigkeit als Jurist nach und war anschließend bis einschließlich 2003 Marketingchef der Tiroler Landesregierung.

## Politik
Wolf ist seit 1998 Bürgermeister von Umhausen und wurde 2002 zum Bezirksparteiobmann der Volkspartei im Bezirk Imst gewählt. Er übernahm das Amt von Bgm. Ernst Schöpf. Wolf ist weiters auch Landesvorstandsmitglied des AAB Tirol. Seit dem 21. Oktober 2003 vertritt er das Tiroler Oberland, den Bezirk Imst, als VP-Abgeordneter im Tiroler Landtag. Im Oktober 2003 wurde er zum stellvertretenden Klubobmann und ab 2013 zum Klubobmann des Landtagsklubs der Tiroler Volkspartei gewählt. Nach der für die Tiroler Volkspartei erfolgreichen Landtagswahl 2018 wurde Wolf in diesem Amt wieder bestätigt.
Am 19. September 2019 wurde Wolf bei einem ordentlichen Bezirksparteitag der Volkspartei im Imst in Anwesenheit von Landesparteiobmann LH Günther Platter, BM a. D. Margarete Schramböck, LH a. D. Herwig Van Staa, MEP Barbara Thaler und zahlreichen Ehrengästen einstimmig in geheimer und schriftlicher Wahl von den 106 anwesenden Delegierten zum Bezirksparteiobmann wiedergewählt.
Im Februar 2023 wurde er zum Landesobmann des AAB Tirol gewählt, seine Stellvertreter wurden Astrid Mair, Dominik Mainusch, Florian Riedl, Verena Steinlechner-Graziadei, Iris Zangerl-Walser und Birgit Winkel.

## Privates
Wolf ist seit 1994 verheiratet und hat zwei Töchter. Er ist Mitglied der katholischen Studentenverbindung AV Austria Innsbruck.